# Грбови рејона Белгородске области
Грбови рејона Белгородске области обухвата галерију грбова административних јединица руске области — Белгородске области, са статусом градских округа и рејона, те њихове историјске грбове (уколико их има).
Већина грбова настала је након успостављања Руске Федерације и Белгородске области, као њеног саставног субјекта.

## Грбови округа и рејона
- Грб града 
 Белгорода
- Грб града 
 Гупкина
- Грб града 
 Старог Оскола
- Грб рејона 
 Алексејевски
- Грб рејона 
 Белгородски
- Грб рејона 
 Борисовски
- Грб рејона 
 Валујски
- Грб рејона 
 Вејдељевски
- Грб рејона 
 Волоконовски
- Грб рејона 
 Грајворонски
- Грб рејона 
 Гупкински
- Грб рејона 
 Ивњански
- Грб рејона 
 Корочански
- Грб рејона 
 Красњенски
- Грб рејона 
 Красногвардејски
- Грб рејона 
 Краснојарушки
- Грб рејона 
 Новооскољски
- Грб рејона 
 Прохоровски
- Грб рејона 
 Ракитјански
- Грб рејона 
 Ровењски
- Грб рејона 
 Старооскољски
- Грб рејона 
 Черњански
- Грб рејона 
 Шебекински
- Грб рејона 
 Јаковљевски